# Frankenstein (miniserie)
Frankenstein is een Amerikaanse miniserie uit 2004, gebaseerd op de gelijknamige roman van Mary Shelley uit 1818. De tweedelige miniserie werd voor het eerst uitgezonden door Hallmark Channel op 5 en 6 oktober 2004.

## Verhaal
Kapitein Robert Walton is op ontdekkingsreis naar de Noordpool om zijn wetenschappelijke kennis uit te breiden in de hoop beroemd te worden. Terwijl het schip vastzit in het ijs, ziet de bemanning twee hondensleden die elkaar achtervolgen. Een paar uur later redt de bemanning een van de sledebestuurders, Victor Frankenstein, die dodelijk ziek is. Terwijl hij herstelt, vertelt Victor Walton zijn levensverhaal.
Victor werd in 1793 geboren in een rijke familie in Genève en besluit op jonge leeftijd om dokter te worden. Enkele weken voordat hij naar de universiteit in Duitsland vertrekt, sterft zijn moeder aan roodvonk. Op de universiteit ontwikkelt hij onder leiding van professor Waldman een geheime techniek om levenloze lichamen weer tot leven te wekken.
Nadat hij een overleden hond weer tot leven heeft gewekt (zij het tijdelijk), creëert hij een mens uit delen van lijken en brengt hem tot leven. Maar wanneer hij het wezen ziet, walgt hij van zijn eigen creatie. Hij vlucht de kamer uit en het wezen verdwijnt. Viktor stort in door een longontsteking veroorzaakt door overwerk en emotionele stress en wordt door zijn vriend Henry Clerval en jeugdliefde Elizabeth Lavenza weer op de been geholpen. Hij keert terug naar huis en ontdekt dat zijn jongere broer William vermoord is. Victor is ervan overtuigd dat dit het werk was van het wezen en trekt zich terug in de bergen om rust te vinden. Daar wordt hij geconfronteerd met het wezen zelf.
Het wezen, dat nu kan praten, vertelt hem hoe hij een dorp binnenliep nadat Victor hem had verlaten, maar door boze dorpelingen de bergen in werd gejaagd. Hij zocht zijn toevlucht in de schuur van een afgelegen hut en leerde geleidelijk praten en lezen door zijn observatie van een familie die in de hut woonde. Nadat hij de blinde grootvader had benaderd, die vriendelijk op hem reageerde, werd het wezen fysiek aangevallen door de zoon van de oude man en rende weg. Toen hij naar Genève reisde, ontmoette hij een jongetje dat Victors broer William bleek te zijn. Om te voorkomen dat de bange jongen zou schreeuwen, doodde het wezen hem per ongeluk. Het wezen sluit zijn verhaal af door te eisen dat Frankenstein een vrouwelijke metgezel voor hem creëert, en belooft dat als Victor zijn verzoek inwilligt, hij en zijn partner zullen verdwijnen in de onbewoonde wildernis van Zuid-Amerika.
Victor stemt met tegenzin toe, maar hij laat het project uiteindelijk varen en vernietigt de "bruid" van het wezen, uit vrees dat er anders een heel ras van dergelijke wezens zou kunnen ontstaan. Woedend zweert het wezen wraak tegen Victor en belooft "bij hem te zijn op zijn huwelijksnacht". Kort daarop vermoordt het wezen Clerval. Victor wordt kort gevangengezet voor de moord, maar wordt uiteindelijk vrijgesproken. Victor keert met zijn vader terug naar huis en trouwt met Elizabeth, maar op hun huwelijksnacht sluipt het wezen de slaapkamer binnen en wurgt haar tot de dood. Victors vader wordt gek van verdriet. Victor zweert het wezen op te jagen en te vernietigen. Na maanden van achtervolging belanden de twee in de poolcirkel, vlak bij de Noordpool.
Nadat hij Frankensteins verhaal heeft gehoord, stemt Walton ermee in om naar huis terug te keren. Frankenstein smeekt de kapitein om af te maken wat hij niet kon, omdat het wezen niet in leven kan blijven. Hij ziet Elizabeths geest naar hem wenken en sterft kort daarna. Walton ontdekt kort daarna het wezen op zijn schip, rouwend om Victors lichaam. Het wezen betuigt spijt voor wat hij Victor en zijn geliefden heeft aangedaan en zweert zelfmoord te plegen. Walton kijkt toe hoe het wezen, met het lichaam van zijn schepper, wegdwaalt in de ijzige woestenij van het poolgebied om nooit meer gezien te worden.

## Rolverdeling
| Acteur                    | Personage             |
| ------------------------- | --------------------- |
| Alec Newman               | Victor Frankenstein   |
| Luke Goss                 | The Creature          |
| Nicole Lewis              | Elizabeth Lavenza     |
| Dan Stevens               | Henry Clerval         |
| Mark Jax                  | Alphonse Frankenstein |
| Julie Delpy               | Caroline Frankenstein |
| Monika Hilmerová          | Justine Moritz        |
| Donald Sutherland         | Captain Walton        |
| William Hurt              | Professor Waldman     |
| Daniel Williams           | William Frankenstein  |
| Edita Borsova             | Agatha                |
| Oliver Le Sueur           | Felix                 |
| Jean Rochefort            | Old Blind Man         |
| Ian McNeice               | Professor Krempe      |
| Hannah van der Westhuysen | Eva                   |
| Tomáš Maštalír            | Lieutenant            |
| Gordon Catlin             | Father Beaufort       |
| Andrej Hryc               | Magistrate            |

## Ontvangst
De recensies waren over het algemeen positief. Critici noemden de film een getrouwe bewerking van Shelley's werk. Variety schreef: "Een 19e-eeuwse gothic novel getrouw navertellen betekent dat je op sommige plekken saai durft te zijn, maar de pieken wegen veel zwaarder dan die vlakke en dorre stukken in deze prachtig gemaakte Hallmark-productie."
Kim Newman zei: "Dit vervult eindelijk de belofte die velen - waaronder Frankenstein: The True Story en Mary Shelley's Frankenstein - niet konden waarmaken en is een getrouwe, respectvolle, enigszins stijve bewerking van de roman." DVD Talk gaf de film drie en een halve ster en zei: "Het verhaal duurt even voordat je er emotioneel bij betrokken raakt, maar als je het een kans geeft, wordt je geduld beloond in de laatste helft van de film. Vanwege de nadruk op tragedie boven horror en vanwege de loyaliteit aan Shelley's originele werk, ga ik deze film aanbevelen."
De miniserie werd genomineerd voor een ASC Award voor "Outstanding Achievement in Cinematography in Movies of the Week/Mini-Series/Pilot (Basic or Pay)" en voor een Artios Award voor "Best Mini Series Casting".